# Pantera Negra (revista)
Pantera Negra va ser una revista juvenil de còmics publicada per la valenciana Editorial Maga entre 1964 i 1965 i dirigida per Miguel Quesada. Se'n varen publicar un total de 65 exemplars ordinaris, així com dos extraordinaris de vacances i de nadal el 1965.

## Trajectòria editorial
El 1964, davant el declivi del quadern d'aventures, Maga va acceptar la proposta de Miguel Quesada de publicar revistes juvenils a la manera europea ("Spirou", "Tintín" o "Eagle"). Per tant, va publicar "Flecha Roja" i "Pantera Negra", que els seus respectius primers números van arribar als quioscs conjuntament, tots dos valien només el preu d'un. Cada exemplar, incloïa a més quatre cromos impresos a la contraportada.
A més a més de les historietes de còmic de Pantera Negra, també incloïa sèries de procedència diversa:
| Any de Publicació | Números | Títol                  | Autors                         | Tipus     |
| ----------------- | ------- | ---------------------- | ------------------------------ | --------- |
| 1964              | 1       | Pantera Negra          | Miguel Roselló / García Quirós |           |
|                   |         | Lord Tempest           | Italiana                       |           |
|                   |         | Llama de Plata         | Paul Cuvelier                  |           |
|                   |         | Oumpah-pah             | Goscinny/Uderzo                |           |
|                   | 8 a 17  | El León de Florencia   | Miguel Quesada                 | Suplement |
|                   | 20 a 31 | Nobleza Salvaje        | Pérez Fajardo                  | Suplement |
| 1965              | 46 a 65 | Marco Polo             | Luis Bermejo, Matías Alonso    | Suplement |
|                   |         | Piel de Lobo           | Manuel Gago                    |           |
| 1966              |         | La Tierra y el Espacio | José Lanzón                    |           |

El 1966, Maga va decidir fusionar-la amb "Flecha Roja", a més d'incorporar el color en la meitat de les seves pàgines, amb la intenció d'augmentar les seves vendes, tot i això es va deixar de publicar tan sols un any després, amb 95 números publicats, i es va centrar en la producció d'àlbums de cromos.